# Îles Ashmore-et-Cartier
Pour les articles homonymes, voir Ashmore et Cartier.
Les îles Ashmore-et-Cartier (en anglais Ashmore and Cartier Islands et Territory of Ashmore and Cartier Islands), est un territoire extérieur de l'Australie qui se situe dans l'océan Indien à la position 12° 15′ 40″ S, 123° 03′ 55″ E, entre l'Australie et l'Indonésie. Elles totalisent une superficie de cinq kilomètres carrés et 74,1 km de côtes.
Ashmore est un vaste récif à structure lagunaire situé à 348 km du cap Voltaire, sur la côte nord-ouest de l'Australie, et à 149 km au sud du tanjung Boa, un cap de l'île de Rote, en Indonésie. Composé de trois îles : West (32 ha), Middle (13 ha) et East (16 ha), il se trouve à 58 km à l'ouest-nord-ouest de l'île Cartier et à 43 km au sud-ouest du récif Hibernia.

## Histoire
On a retrouvé des preuves de la fréquentation des îles par des pêcheurs venant notamment du sud de l'île indonésienne de Sulawesi remontant à une période comprise entre 1725 et 1750. Les premiers européens à les avoir décrites sont le capitaine Nash en 1800 pour l'île Cartier et le capitaine Samuel Ashmore pour le récif qui porte son nom en 1811. Ce dernier découvrit aussi le récif Hibernia. À la fin du XIXe siècle, le phosphate et le guano ont été exploités et revendus vers les États-Unis. Ce commerce entraîna l'annexion par l'Angleterre en 1878 (Ashmore) et 1909 (Cartier). En 1931, les îles furent placées sous l'autorité du Commonwealth d'Australie.

## Politique
Ce territoire est rattaché à l'Australie depuis 1933. Il fait partie du Territoire du Nord et est administré par Canberra depuis 1978 (département fédéral de l'environnement, des sports et des territoires).
Inhabitées, ces îles représentent un enjeu stratégique du fait de réserves pétrolières situées dans la bande des 12 milles marins les entourant.
Ashmore a été déclarée Réserve naturelle nationale en 1983 (Ashmore Reef Marine National Nature Reserve). Cartier a été déclarée Réserve marine (Cartier Island Marine Reserve) le 21 juin 2000. L'ensemble de la réserve marine a été reconnu site Ramsar le 21 octobre 2002.
Cette politique de protection de la faune pose de graves problèmes de subsistance aux pêcheurs indonésiens de l'Île de Roti, traditionnellement autorisés à fréquenter les eaux des îles Ashmore et Cartier. Ces difficultés entraînent une forte progression de l'immigration clandestine en provenance de cette île.[réf. nécessaire]

## Référence
1. 1 2  Commission nationale de toponymie, conseil national de l'information géographique, Pays, territoires et villes du monde juillet 2021, 1er juillet 2021, 34 p. (présentation en ligne, lire en ligne [PDF]), p. 3
2. ↑  (en) « Ashmore Reef Commonwealth Marine Reserve », sur Ramsar Sites Information Service (consulté le 17 mars 2015)